# 오쿠보 (신주쿠구)

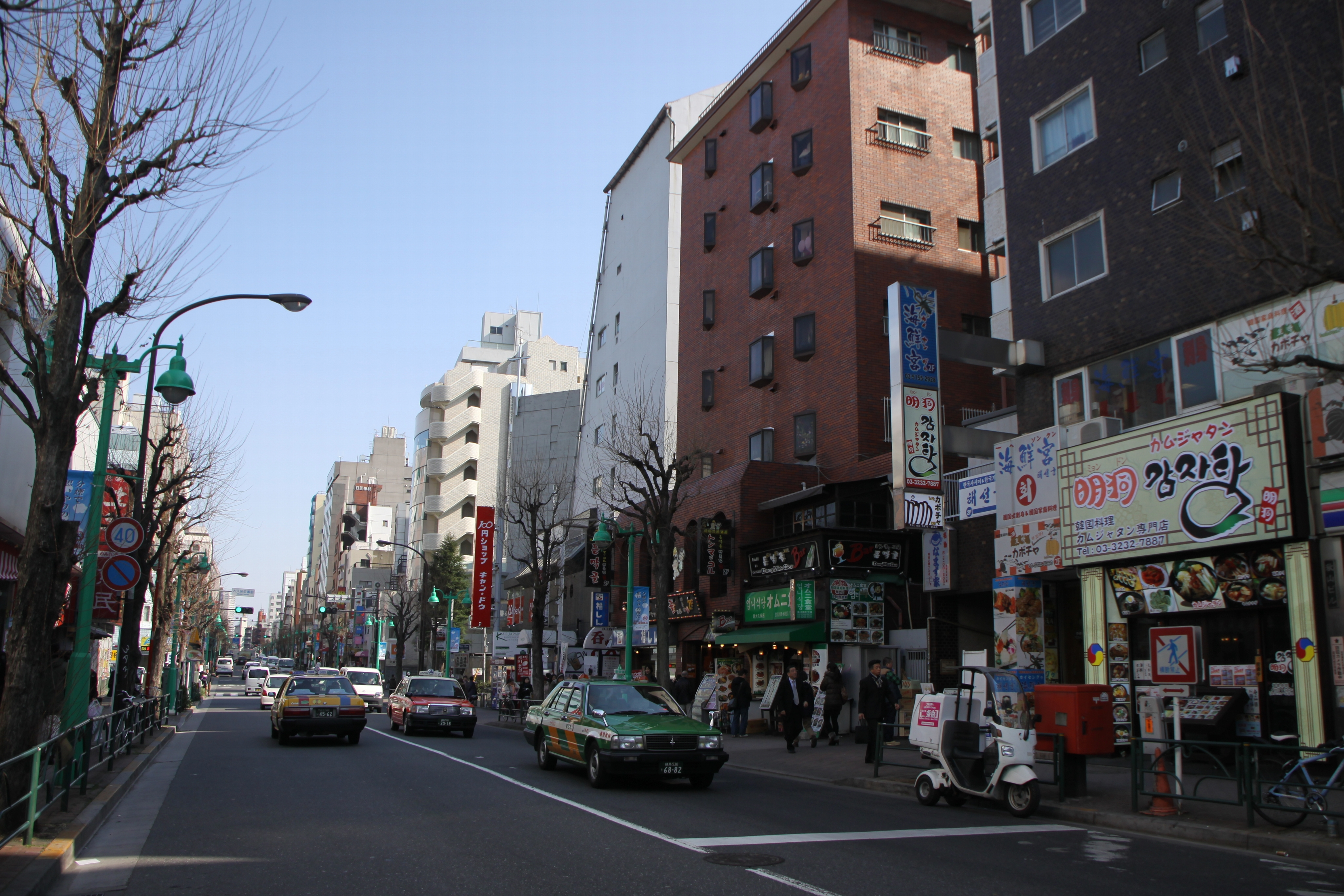
코리아타운의 전경

오쿠보(일본어: 大久保)는 일본 도쿄도 신주쿠구의 지명이다.
역으로는 JR 주오선의 오쿠보역, JR 야마노테선의 신오쿠보역 오에도선 히가시신주쿠역 등에 접속되어 있는 일대지역이며, 쇼쿠안 도오리와 오쿠보 도오리의 사이에 위치에 있다. 간토 지방 최대의 재일 한국인 밀집지역으로도 잘 알려져 있다.

## 코리아타운
오쿠보 일대는 재일 한국인을 비롯한 외국인이 다수 거주하는 지역이다. 제2차 세계 대전 이후 기존의 재일 한국인 또는 일용직 근로자들이 모여든 것이 그 유래이고, 특히 신격호(시게미츠 다케오) 사장이 일본 롯데홀딩스의 첫 껌공장을 지금의 신오쿠보역 지역 근처에 설립하여 공사중에 재일한국인 교포들이 일용직으로 몰려든 것이 결정적인 계기라고 한다.
오사카 지역이나, 간토 지역의 타 한인 밀집 지역들과의 차이점은 구성원의 주축이 뉴커머들로 이루어져 있다는 점이다. 도쿄의 부도심인 신주쿠역에서 한 정거장 거리 밖에 떨어져있지 않아 기본적으로 도심의 연장선상에 있어 고층 빌딩이 늘어서 있는 한편, 도쿄 최대의 환락가인 가부키초와도 인접해 있는 유흥 및 상업 중심 지역이기도 하다. 한국인 외에도 중국인, 태국인 등 다수의 아시아계 외국인들이 모여 사는 곳으로 유명하다. 특히 JR 오쿠보 역 부근은 기존의 한국인 가게 대신 새로 주로 조선족계 중국인 가게가 다수 들어섬으로서, 코리아타운 내의 작은 차이나타운을 형성하고 있다.
과거에는 일본인 사이에 외국인 밀집 지역으로서 치안 문제 등을 이유로 기피하는 지역으로 알려졌으나, 한류 열풍 이후에는 일본 국내에서 한국을 체험해 보려는 관광객들이 몰려드는 등 나름의 활기를 찾고 있다. 한국 음식점, 가게, 한국식 PC방, 한인 교회, 유학원 등의 관련 시설과 외환은행 도쿄 지점 등의 관공서가 존재한다.

## 같이 보기
- 코리아타운
- 오쿠보역 (도쿄도)
- 신오쿠보역